# Counterexamples in Topology
Counterexamples in Topology (em português, Contraexemplos em Topologia) (1970, segunda ed. 1978) é um livro de matemática escrito pelo topologista Lynn Steen e J. Arthur Seebach, Jr..
Trabalhando com problemas como o problema de metrização, topologistas (incluindo Steen e Seebach) definiram uma grande variedade de propriedades topológicas. Recorrentemente é útil no estudo e entendimento de abstratos como espaço topológico deternubar que uma propriedade não se segue de outra. Uma das maneiras mais fáceis de fazer isso é encontrar um contraexemplo que exibe uma propriedade mas não outra. Em Counterexamples in Topology, Steen e Seebach, junto com cinco estudantes em uma pesquisa no Saint Olaf College em Minnesota em 1967, "sondaram" o campo da topologia procurando por tais contraexemplos e listaram eles em uma tentativa de simplificar a literatura.
Por exemplo, um exemplo de um espaço primeiro-contável[verificar tradução] que não é segundo-contável é o contraexemplo 3, a topologia discreta de um grupo incontável. Esse contraexemplo em particular mostrar que contabilidade-segunda não vem da contabilidade-primeira.
Vários outros livros começando com "Counterexamples in ..." o seguiram, com motivos similares.

## Notação
Várias convenções de nomenclatura nesse livro diferem das convenções aceitas hoje, em particular a respeito da separação de axiomas. Os autores usaram os termos T3, T4 e T5 para se referir a regular, normal e completamente normal. Eles também referem completo Hausdorff como Urysohn. Isso foi o resultada do desenvolvimento diferenciado da teoria da metrização e da topologia geral.